# Regius Professor of Botany (Glasgow)
Der Regius Professor of Botany ist ein 1818 durch Stiftung von George III. begründete Regius Professur an der University of Glasgow. Ab 1704 wurden in Glasgow schon Vorlesungen in Botanik gehalten, die 1718 zum Regius Chair of Anatomy and Botany ernannt wurden. Mit der Abtrennung der Botanik als eigenständiges Fachgebiet in 1818 wurde dieser Lehrstuhl als Regius Professor of Anatomy weitergeführt.
Neben der Regius Professur für Botanik in Glasgow gibt es auch Regius Professuren für Botanik an den Universitäten Aberdeen (Regius Professor of Botany (Aberdeen) seit 1912), University of Edinburgh (Regius Professor of Plant Science seit 1710) und Cambridge (Regius Professor of Botany (Cambridge) seit 2009).

## Liste der Regius Professors of Botany
| Name                                         | Namenszusatz                       | von          | bis           | Anmerkung |
| -------------------------------------------- | ---------------------------------- | ------------ | ------------- | --- |
| vor 1818 – siehe Regius Professor of Anatomy |                                    |              |               | |
| Robert Graham                                |                                    | 1818         | 1820          | 1818 wurde die durch James Jeffray betriebene Trennung des Lehrstuhls für Botanik und Anatomie durchgeführt. Die neu entstehende Professur für Botanik wurde mit dem Arzt und Botaniker Graham besetzt, da Botanik nach damaliger Auffassung ein Teilgebiet der Medizin darstellte. Graham war intensiv an der Gründung des botanischen Gartens in Glasgow beteiligt. 1820 wechselte er als Regius Professor für Botanik und Medizin an die University of Edinburgh, wo er neben seinen Vorlesungspflichten noch in der Western Infirmary als Mediziner praktizierte und beteiligte sich an der Einrichtung des Royal Botanic Garden Edinburgh. |
| William Jackson Hooker                       |                                    | 1820         | 1841          | Hooker konnte sich mit Mitteln aus einer Erbschaft ein Leben als Gelehrter leisten. Er reiste in Europa und bildete sich zu einem der bekanntesten Botaniker seiner Zeit. Die Entwicklung eines Herbariums und seine Veröffentlichungen verschafften ihm einen Ruf, der ihn zum ausländischen Mitglied von Wissenschaftsakademien in Schweden, Deutschland, Russland, Preußen und den USA machte. Er wurde Ehrenfellow der Royal Society of Edinburgh. Als die Parkanlagen und Gärten in Kew in die Royal Botanic Gardens umgewandelt wurden, berief man Hooker als ersten Direktor. Für diese Aufgabe verließ er Glasgow und die Professur.    |
| John Hutton Balfour                          |                                    | 1841         | 1845          | Balfour verließ Glasgow, um die Regius Professur für Botanik in Edinburgh zu übernehmen, wo er auch zum Dekan der medizinischen Fakultät gewählt wurde. |
| George Arnott                                |                                    | 1846         | 1868          | |
| Alexander Dickson                            |                                    | 1868         | 1879          | Dickson hatte vor seiner Ernennung als Professor für Botanik am Trinity College Dublin gelehrt. |
| Isaac Bayley Balfour                         | Esq., LL.D., M.D., D.Sc., F.R.S.   | 1879         | 1884          | Wenige Jahre nachdem er sich von der Professur in Glasgow zurückgezogen hatte, übernahm Balfour die Regius Professur of Plant Science an der University of Edinburgh, wodurch er auch Royal Keeper der Royal Botanic Garden Edinburgh wurde. |
| Frederick Orpen Bower                        |                                    | 1885         | 1925          | |
| James Drummond                               | Esq., B.A., F.R.S.E., F.L.S.,      | 1925         | 30. Sep. 1930 | |
| John Walton                                  | Esq., M.A., D.Sc.                  | 1930         | 30. Sep. 1962 | |
| Percy Wragg Brian                            | Esq., Ph.D., Sc.D., F.R.S.         | 1963         | 30. Sep. 1968 | |
| John Harrison Burnett                        | Esq., B.A., M.A., D.Phil, F.R.S.E. | 1968         | 30. Sep. 1970 | |
| Malcolm Barrett Wilkins                      | Esq., B.Sc., Ph.D., F.R.S.E.       | 1. Okt. 1970 | 2001          | |
| Mike Blatt                                   | B.S., Ph.D., F.R.S.E.              | 2001         | heute         | Nach einem Grundstudium in Vancouver wechselte Blatt zur University of Wisconsin in Madison, wo er seinen Bachelor of Science erlangte. Seine nächste Station war die Stanford University, wo er promovierte. Weitere Stationen waren auch die Universität Nürnberg, wo er mit einem Stipendium des Fulbright-Programms gefördert wurde, dann Yale, Cambridge, die University of London und das Imperial College, London. |